# Circuito Mundial de Voleibol de Praia de 2014
O Circuito Mundial de Voleibol de Praia de 2014 foi uma série de competições internacionais de vôlei de praia organizadas e realizadas pela Federação Internacional de Voleibol (FIVB) entre abril e dezembro de 2014. Os campeões da edição de 2013 foram Jānis Šmēdiņš e Aleksandrs Samoilovs, da Letônia, no torneio masculino e Talita Antunes e Taiana Lima do Brasil, no feminino.
A competição foi composta por dez Grand Slams, um Grand Slam Final e onze Abertos. Os Grand Slams valeram mais pontos e deram maiores prêmios em dinheiro. Todos os Grand Slams foram para ambos os sexos. Dos onze Abertos, sete foram para ambos os sexos, dois foram exclusivamente masculinos e outros dois foram exclusivamente femininos.

## Calendário
Os torneios Abertos, por valerem menos pontos, geralmente são disputados apenas por duplas em desenvolvimento, enquanto as parcerias principais, de alto rendimento, não os disputam. Contudo, há algumas exceções, como o primeiro Aberto do ano, usado como preparação. As principais duplas do mundo preferem concentrar seus esforços na disputa dos Grand Slams.
| Abertos     |
| Grand Slams |

Feminino
| Torneio                                                                   | Campeãs                                              | Vice-campeãs                                | Terceiro lugar                                    |
| ------------------------------------------------------------------------- | ---------------------------------------------------- | ------------------------------------------- | ------------------------------------------------- |
| Aberto de Fuzhou Fuzhou, China De 23 a 27 de abril                        | Estados UnidosKerri Walsh April Ross                 | BrasilJuliana Silva Maria Elisa             | ChinaXue Chen Xia Xinyi                           |
| Grand Slam de Xangai Xangai, China De 30 de abril a 4 de maio             | AlemanhaLaura Ludwig Walkenhorst                     | ChinaWang Fan Yue Yuan                      | BrasilÁgatha Bednarczuk Bárbara Seixas            |
| Aberto de Puerto Vallarta Puerto Vallarta, México De 7 a 11 de maio       | BrasilÁgatha Bednarczuk Bárbara Seixas               | BrasilJuliana Silva Maria Elisa             | ChinaXue Chen Xia Xinyi                           |
| Aberto de Praga Praga, República Checa De 21 a 25 de maio                 | República TchecaKristýna Kolocová Markéta Sluková    | AlemanhaKatrin Holtwick Ilka Semmler        | AlemanhaLaura Ludwig Kira Walkenhorst             |
| Aberto de Anapa Anapa, Rússia De 27 de maio a 1º de junho                 | AlemanhaVictoria Bieneck Julia Großner               | RússiaEkaterina Syrtseva Alexandra Moiseeva | RússiaEvgenia Ukolova Maria Prokopeva             |
| Grand Slam de Moscou Moscou, Rússia De 11 a 15 de junho                   | Estados UnidosKerri Walsh April Ross                 | BrasilTalita Antunes Taiana Lima            | HolandaMadelein Meppelink Marleen van Iersel      |
| Grand Slam de Berlim Berlim, Alemanha De 17 a 22 de junho                 | República TchecaKristýna Kolocová Markéta Sluková    | BrasilJuliana Silva Maria Elisa             | AlemanhaKarla Borger Britta Büthe                 |
| Grand Slam de Stavanger Stavanger, Noruega De 24 a 28 de junho            | Estados UnidosKerri Walsh April Ross                 | EspanhaLiliana Fernández Elsa Baquerizo     | EslováquiaNatália Dubovcová Dominika Nestarcová   |
| Grand Slam de Gstaad Gstaad, Suíça De 8 a 13 de julho                     | AlemanhaKatrin Holtwick Ilka Semmler                 | AlemanhaKarla Borger Britta Büthe           | República TchecaKristýna Kolocová Markéta Sluková |
| Grand Slam de Haia Haia, Holanda De 15 a 20 de julho                      | BrasilFernanda Berti Taiana Lima                     | AlemanhaKatrin Holtwick Ilka Semmler        | BrasilJuliana Silva Maria Elisa                   |
| Grand Slam de Long Beach Long Beach, Estados Unidos De 22 a 27 de julho   | Estados UnidosKerri Walsh April Ross                 | BrasilÁgatha Bednarczuk Bárbara Seixas      | EslováquiaNatália Dubovcová Dominika Nestarcová   |
| Grand Slam de Klagenfurt Klagenfurt, Áustria De 29 de julho a 2 de agosto | BrasilTalita Antunes Larissa França                  | BrasilJuliana Silva Maria Elisa             | BrasilÁgatha Bednarczuk Bárbara Seixas            |
| Grand Slam de Stare Jablonki Stare Jablonki, Polônia De 19 a 23 de agosto | BrasilTalita Antunes Larissa França                  | AlemanhaLaura Ludwig Julia Sude             | AlemanhaKatrin Holtwick Ilka Semmler              |
| Grand Slam de São Paulo São Paulo, Brasil De 23 a 28 de setembro          | BrasilTalita Antunes Larissa França                  | ItáliaMarta Menegatti Viktoria Orsi Toth    | HolandaMadelein Meppelink Marleen van Iersel      |
| Aberto de Xiamen Xiamen, China De 8 a 12 de outubro                       | BrasilJuliana Silva Maria Elisa                      | ChinaWang Fan Yue Yuan                      | Estados UnidosTealle Hunkus Kendra Van Zwieten    |
| Aberto de Paraná Paraná, Argentina De 28 de outubro a 2 de novembro       | BrasilTalita Antunes Larissa França                  | BrasilMaria Clara Salgado Carolina Salgado  | BrasilLiliane Maestrini Rebecca Silva             |
| Aberto de Mangaung Mangaung, África do Sul De 9 a 14 de dezembro          | República TchecaMartina Bonnerová Barbora Hermannová | JapãoTakemi Nishibori Sayaka Mizoe          | RússiaEvgenia Ukolova Maria Prokopeva             |

Seria realizado mais um Aberto entre 15 e 19 de outubro na cidade de Phuket, na Tailândia, mas ele foi cancelado pela FIVB devido à instabilidade política e insegurança no país. O anúncio foi dado em 7 de maio de 2014.
Masculino
| Torneio                                                                   | Campeões                                        | Vice-campeões                                   | Terceiro lugar                               |
| ------------------------------------------------------------------------- | ----------------------------------------------- | ----------------------------------------------- | -------------------------------------------- |
| Aberto de Fuzhou Fuzhou, China De 22 a 26 de abril                        | ItáliaPaolo Nicolai Daniele Lupo                | BrasilAlison Cerutti Bruno Schmidt              | HolandaJon Stiekema Christiaan Varenhorst    |
| Grand Slam de Xangai Xangai, China De 29 de abril a 3 de maio             | ItáliaPaolo Nicolai Daniele Lupo                | LetôniaJānis Šmēdiņš Aleksandrs Samoilovs       | AlemanhaJonathan Erdmann Kay Matysik         |
| Aberto de Puerto Vallarta Puerto Vallarta, México De 6 a 10 de maio       | LetôniaJānis Šmēdiņš Aleksandrs Samoilovs       | ItáliaPaolo Ingrosso Matteo Ingrosso            | MéxicoJuan Virgen Lombardo Ontiveros         |
| Aberto de Anapa Anapa, Rússia De 28 de maio a 1º de junho                 | LetôniaMārtiņš Pļaviņš Aleksandrs Solovejs      | RússiaKonstantin Semenov Viacheslav Krasilnikov | SuíçaPhilip Gabathuler Mirco Gerson          |
| Grand Slam de Moscou Moscou, Rússia De 11 a 15 de junho                   | RússiaKonstantin Semenov Viacheslav Krasilnikov | PolôniaGrzegorz Fijałek Mariusz Prudel          | Estados UnidosPhil Dalhausser Sean Rosenthal |
| Grand Slam de Berlim Berlim, Alemanha De 18 a 22 de junho                 | Estados UnidosJohn Hyden Tri Bourne             | Estados UnidosRyan Doherty Nicholas Lucena      | BrasilAlison Cerutti Bruno Schmidt           |
| Grand Slam de Stavanger Stavanger, Noruega De 25 a 29 de junho            | Estados UnidosPhil Dalhausser Sean Rosenthal    | BrasilRicardo Santos Álvaro Filho               | SuíçaPhilip Gabathuler Mirco Gerson          |
| Grand Slam de Gstaad Gstaad, Suíça De 8 a 13 de julho                     | Estados UnidosPhil Dalhausser Sean Rosenthal    | BrasilAlison Cerutti Bruno Schmidt              | Estados UnidosRyan Doherty Nicholas Lucena   |
| Grand Slam de Haia Haia, Holanda De 15 a 20 de julho                      | PolôniaGrzegorz Fijałek Mariusz Prudel          | Estados UnidosPhil Dalhausser Sean Rosenthal    | BrasilPedro Solberg Emanuel Rego             |
| Grand Slam de Long Beach Long Beach, Estados Unidos De 22 a 27 de julho   | Estados UnidosPhil Dalhausser Sean Rosenthal    | PolôniaGrzegorz Fijałek Mariusz Prudel          | Estados UnidosTodd Rogers Theodore Brunner   |
| Grand Slam de Klagenfurt Klagenfurt, Áustria De 30 de julho a 3 de agosto | BrasilAlison Cerutti Bruno Schmidt              | ItáliaPaolo Nicolai Daniele Lupo                | AustráliaIsaac Kapa Christopher McHugh       |
| Grand Slam de Stare Jablonki Stare Jablonki, Polônia De 20 a 24 de agosto | BrasilPedro Solberg Álvaro Filho                | LetôniaJānis Šmēdiņš Aleksandrs Samoilovs       | Estados UnidosJake Gibb Casey Patterson      |
| Grand Slam de São Paulo São Paulo, Brasil De 23 a 28 de setembro          | HolandaChristiaan Varenhorst Reinder Nummerdor  | BrasilRicardo Santos Emanuel Rego               | PolôniaBartosz Łosiak Piotr Kantor           |
| Aberto de Xiamen Xiamen, China De 7 a 11 de outubro                       | FrançaYoussef Krou Édouard Rowlandson           | EspanhaFrancisco Alfredo Marco Christian García | RússiaNikita Liamin Dmitri Barsouk           |
| Aberto de Paraná Paraná, Argentina De 28 de outubro a 2 de novembro       | CanadáJosh Binstock Sam Schachter               | ChileEsteban Grimalt Marco Grimalt              | CanadáChaim Schalk Ben Saxton                |
| Aberto de Doha Doha, Qatar De 4 a 8 de novembro                           | AlemanhaTim Holler Jonas Schröder               | CanadáJosh Binstock Sam Schachter               | FrançaYoussef Krou Édouard Rowlandson        |
| Aberto de Mangaung Mangaung, África do Sul De 9 a 14 de dezembro          | HolandaReinder Nummerdor Christiaan Varenhorst  | ChileEsteban Grimalt Marco Grimalt              | FrançaYoussef Krou Édouard Rowlandson        |

## Quadro de medalhas
| Ordem | País           | Medalha de ouro | Medalha de prata | Medalha de bronze | Total |
| ----- | -------------- | --------------- | ---------------- | ----------------- | ----- |
| 1     | Brasil         | 9               | 11               | 6                 | 27    |
| 2     | Estados Unidos | 8               | 2                | 5                 | 15    |
| 3     | Alemanha       | 4               | 4                | 4                 | 12    |
| 4     | Itália         | 2               | 3                | 0                 | 5     |
| 5     | Letônia        | 2               | 2                | 0                 | 4     |
| 6     | Chéquia        | 2               | 0                | 1                 | 3     |
| 7     | Rússia         | 1               | 2                | 2                 | 5     |
| 8     | Polónia        | 1               | 2                | 1                 | 4     |
| 9     | Canadá         | 1               | 1                | 1                 | 3     |
| 10    | Países Baixos  | 1               | 0                | 3                 | 4     |
| 11    | França         | 1               | 0                | 1                 | 2     |
| 12    | China          | 0               | 2                | 2                 | 4     |
| 13    | Espanha        | 0               | 2                | 0                 | 2     |
| 14    | Chile          | 0               | 1                | 0                 | 1     |
| 15    | Eslováquia     | 0               | 0                | 2                 | 2     |
| 15    | Suíça          | 0               | 0                | 2                 | 2     |
| 17    | Austrália      | 0               | 0                | 1                 | 1     |
| 17    | México         | 0               | 0                | 1                 | 1     |